# カステッラーナ・シークラ
カステッラーナ・シークラ（イタリア語: Castellana Sicula）は、イタリア共和国シチリア自治州パレルモ県にある、人口約3,300人の基礎自治体（コムーネ）。

## 地理

### 位置・広がり
パレルモ県のコムーネ。県都パレルモから東南東へ70kmの距離にある。

#### 隣接コムーネ
隣接するコムーネは以下の通り。括弧内のCLはカルタニッセッタ県所属を示す。
- ペトラリーア・ソッターナ
- ポリッツィ・ジェネローザ
- ヴィッラルバ (CL)

## 行政

### 分離集落
カステッラーナ・シークラには、以下の分離集落（フラツィオーネ）がある。
- Nociazzi, Calcarelli, Catalani, Frazzucchi